# Pond (Funafuti)
Pond (auch: Tafua Pond) ist der größte der sieben Teiche auf der Riffinsel Fongafale im Inselstaat Tuvalu.

## Geographie
Der Teich liegt am Ostende der Insel im Gebiet des Mangrovensumpfes bei Fakaifou.